# Intoxication par le chlorure de potassium
L'intoxication par le chlorure de potassium est reconnue comme maladie professionnelle en France dans certains cas.
Ce sujet relève du domaine de la législation sur la protection sociale et a un caractère davantage juridique que médical.

## Législation enFrance

### Régime général
| Fiche Maladie professionnelle | Fiche Maladie professionnelle | Fiche Maladie professionnelle |
| Ce tableau définit les critères à prendre en compte pour que les lésions de la cloison nasale provoquées par le chlorure de potassium soient prises en charge au titre de la maladie professionnelle | Ce tableau définit les critères à prendre en compte pour que les lésions de la cloison nasale provoquées par le chlorure de potassium soient prises en charge au titre de la maladie professionnelle | Ce tableau définit les critères à prendre en compte pour que les lésions de la cloison nasale provoquées par le chlorure de potassium soient prises en charge au titre de la maladie professionnelle                                                        |
| Régime Général. Date de création : 3 avril 1980 | Régime Général. Date de création : 3 avril 1980 | Régime Général. Date de création : 3 avril 1980 |
| Tableau no 67 RG | Tableau no 67 RG | Tableau no 67 RG |
| Lésions de la cloison nasale provoquées par les poussières de chlorure de potassium dans les mines de potasse et leurs dépendances                                                                   | Lésions de la cloison nasale provoquées par les poussières de chlorure de potassium dans les mines de potasse et leurs dépendances                                                                   | Lésions de la cloison nasale provoquées par les poussières de chlorure de potassium dans les mines de potasse et leurs dépendances |
| --- | --- | --- |
| Désignation des Maladies | Délai de prise en charge | Liste indicative des principaux travaux susceptibles de provoquer ces maladies |
| Lésions nasales (ulcérations, perforations) | 30 jours | Travaux exposant à l'inhalation de poussières de chlorure de potassium, notamment : - Extraction, manipulation, transport et traitement de minerai de chlorure de potassium; - Traitement, conditionnement, stockage et transport du chlorure de potassium. |
| Date de mise à jour : | | |

## Sources spécifiques
- (fr) Tableau no 67 des maladies professionnelles du régime Général

## Sources générales
- (fr) Tableaux du régime Général sur le site de l’AIMT
- (fr) Tous les tableaux du régime Général
- (fr) Tous les tableaux du régime Agricole
- (fr) Guide des maladies professionnelles sur le site de l’INRS

## Autres liens
- (fr) Maladies à caractère professionnel

## Internationalisation
- (fr) Liste Européenne des maladies professionnelles
- (fr) Liste des maladies professionnelles au Sénégal
- (fr) Liste des maladies professionnelles en Tunisie